# Wierzblany
Wierzblany (ukr. Вербляни) – wieś w obwodzie lwowskim, w rejonie złoczowskim (do 2020 roku w rejonie buskim) na Ukrainie.
W II Rzeczypospolitej gmina wiejska. Od 1 sierpnia 1934 r., w ramach reformy scaleniowej, stała się częścią Gminy Busk w powiecie kamioneckim.

## Położenie
Według Słownika geograficznego Królestwa Polskiego i innych krajów słowiańskich: Wierzblany to wieś w powiecie Kamionka Strumiłowa, położona 30 km na południowy wschód od Kamionki Strumiłowej i 7 km na północny wschód od Buska.